# Valós halál (televíziós sorozat)
A Valós halál (eredeti cím: Altered Carbon) egy 2018 és 2020 között bemutatott amerikai televíziós sorozat, amelyet Laeta Kalogridis készített a Netflix számára. A műsor Richard Morgan ugyanezen a néven ismert regényén alapul. A sorozat a cyberpunk, sci-fi, akcióthriller és bűnügyi dráma műfajokba tartozik. A tíz részből álló első évad 2018. február 2-án jelent meg a Netflixen. 2018. július 27-én bejelentették, hogy a sorozatot megújították egy 8 epizódból álló második évadra, amely 2020. február 27-én jelent meg. Magyarországon az első évad 2019. március 7-én jelent meg feliratosan, majd  2019. október 31-én szinkronosan. A második évad magyar felirattal és szinkronnal jelent meg. Habár a sorozatot pozitív kritikákat kapott, két évad után mégis befejezték.

## Cselekmény
A történet a jövőben, 2384-ben játszódik. Takeshi Kovács egy különleges katonai egység, a Küldöttek tagja, ám emellett bűnözőként is tevékenykedik. Döntés elé állítják: vagy segít megoldani a hatóságoknak a gazdag Laurens Bancroft megölésének rejtélyét, vagy örök életére a börtönben fog sínylődni, eddigi gaztettei miatt. Nem könnyű a döntés...

## Szereplők

### Főszereplők
| Színész                  | Szereplő                                 | Magyar hang         |
| ------------------------ | ---------------------------------------- | ------------------- |
| Joel Kinnaman (1. évad)  | Takeshi Kovács                           | Zöld Csaba          |
| Anthony Mackie (2. évad) | Takeshi Kovács                           | Orosz Ákos          |
| Ray Chase (Új burokban)  | Takeshi Kovács                           | Bognár Tamás        |
| James Purefoy            | Laurens Bancroft (1. évad)               | Kőszegi Ákos        |
| Martha Higareda          | Kristin Ortega (1. évad)                 | Ligeti Kovács Judit |
| Chris Conner             | Edgar Poe (1-2. évad)                    | Karácsonyi Zoltán   |
| Dichen Lachman           | Reileen Kawahara (1. évad)               | Mikecz Estilla      |
| Ato Essandoh             | Vernon Elliot (1. évad)                  | Gémes Antos         |
| Kristin Lehman           | Miriam Bancroft/Naomi Bancroft (1. évad) | Bertalan Ágnes      |
| Trieu Tran               | Mister Leung / Ghostwalker (1. évad)     |                     |
| Renée Elise Goldsberry   | Quellcrist Falconer (1-2. évad)          | Pikali Gerda        |
| Simone Missick           | Trepp (2. évad)                          | Nemes Takách Kata   |
| Dina Shihabi             | 301-es helyszín (2. évad)                | Staub Viktória      |
| Torben Liebrecht         | Ivan Carrera ezredes (2. évad)           | Mészáros Béla       |
| James Saito              | Hideki Tanaseda (2. évad)                | Hirtling István     |
| Lela Loren               | Danica Harlan (2. évad)                  | Szávai Viktória     |

### Visszatérő szereplők
| Színész                 | Karakter                   | Magyar hang    |
| ----------------------- | -------------------------- | -------------- |
| Byron Mann              | O.G. Kovács/Dimitri Kadmin | Crespo Rodrigo |
| Olga Fonda              | Sarah                      |                |
| Tamara Taylor           | Oumou Prescott             | Peller Anna    |
| Marlene Forte           | Alazne Ortega              |                |
| Tahmoh Penikett         | Dimitri (1. évad)          | Tokaji Csaba   |
| Hiro Kanagawa           | Tanaka kapitány            | Juhász György  |
| Hayley Law              | Lizzie Elliot              | Gulás Fanni    |
| Will Yun Lee            | Eredeti Takeshi Kovács     | Kurely László  |
| Adam Busch              | Mickey                     |                |
| Michael Shanks          | Horace Axley (2. évad)     | Czvetkó Sándor |
| Sen Mitsuji (2. évad)   | Tanaseda Yukito            |                |
| Doug Stone (film, hang) | Tanaseda Yukito            | Jakab Csaba    |
| Waleed Zuaiter          | Samir Abboud (1. évad)     | Rosta Sándor   |

A szinkront a Mafilm Audio Kft. készítette.

## Epizódok
| Rész | Rész        | Epizód      | Eredeti sugárzás  | Magyar sugárzás   | Adó |
| ---- | ----------- | ----------- | ----------------- | ----------------- | --- |
|      | 1           | 10          | 2018. február 2.  | 2019. október 31. |     |
|      | 2           | 8           | 2020. február 27. | 2020. február 27. |     |
|      | Új burokban | Új burokban | 2020. március 19. | 2020. március 19. |     |

### 1. évad (2018)
| # | Cím                                     | Rendező          | Író                               | Premier                            |
| --- | --------------------------------------- | ---------------- | --------------------------------- | ---------------------------------- |
| 1. | Ismerős a múltból (Out of the Past)     | Miguel Sapochnik | Laeta Kalogridis                  | 2018. február 2. 2019. október 31. |
| Takeshi Kovács új testben ébred 250 évvel a halála után. Feltámasztásának célja az volt, hogy segítsen egy iparmágnásnak megoldani saját halálának rejtélyét.         |                                         |                  |                                   |                                    |
| 2. | Bukott angyal (Fallen Angel)            | Nick Hurran      | Steve Blackman                    | 2018. február 2. 2019. október 31. |
| Miközben Kovács levadássza a férfit, aki halálosan megfenyegette Bancroftot, Ortega hadnagy a szabályok megkerülésével tartja rajta a szemét.                         |                                         |                  |                                   |                                    |
| 3. | Magányos helyen (In a Lonely Place)     | Nick Hurran      | Brian Nelson                      | 2018. február 2. 2019. október 31. |
| Kovács váratlan szövetségesre lel, aki hajlandó fedezni a Bancroftéknál rendezett fogadáson. A helyszínen épp Ortega felügyeli az est hátborzongató főattrakcióját.   |                                         |                  |                                   |                                    |
| 4. | A gonosz ereje (Force of Evil)          | Alex Graves      | Russel Friend és Garrett Lerner   | 2018. február 2. 2019. október 31. |
| Amikor embertelen kínzásnak vetik alá, Kovács a Küldöttként tanult képességeit használja fel a túléléshez. Ortega meglepi családját halottak napján.                  |                                         |                  |                                   |                                    |
| 5. | Téves ember (The Wrong Man)             | Uta Briesewitz   | Nevin Densham                     | 2018. február 2. 2019. október 31. |
| Miután megtudja, kinek a burkát viseli, Kovács nem nyugszik, amíg Ortega el nem mondd neki mindent. Poe egyik tippje áttöréshez vezet a Bancroft-ügyben.              |                                         |                  |                                   |                                    |
| 6. | Ember az én arcommal (Man with My Face) | Alex Graves      | Steve Blackman                    | 2018. február 2. 2019. október 31. |
| Ortega sorsa egy hajszálon függ. Kovács megdöbbentő hírekkel látogatja meg Bancroftékat. Valami nem stimmel az új ellenféllel, akivel szembe kell néznie.             |                                         |                  |                                   |                                    |
| 7. | Nora Inu (Nora Inu)                     | Andy Goddard     | Nevin Densham és Casey Fisher     | 2018. február 2. 2019. október 31. |
| Kovácsnak felbukkan egy alak múltjából, aki felidézi hajdani bonyodalmait a Protektorátussal, a Felkeléssel és Quell-lel.                                             |                                         |                  |                                   |                                    |
| 8. | Éjjeli ütközet (Clash by Night)         | Uta Briesewitz   | Brian Nelson                      | 2018. február 2. 2019. október 31. |
| Kovács világa kártyavárként omlik össze. Egy emléktolvaj segítségével próbálja mielőbb lezárni a Bancroft-ügyet, Ortega pedig igyekszik azonosítani a titokzatos nőt. |                                         |                  |                                   |                                    |
| 9. | Tombolás a mennyekben (Rage in Heaven)  | Peter Hoar       | Russel Friend és Garrett Lerner   | 2018. február 2. 2019. október 31. |
| Kovács és szövetségesei merész – és nagyon kockázatos – tervvel állnak elő, hogy beszivárogjanak a Kéjholdba.                                                         |                                         |                  |                                   |                                    |
| 10. | A gyilkosok (The Killers)               | Peter Hoar       | Laeta Kalogridis és Nevin Densham | 2018. február 2. 2019. október 31. |
| Miközben a sarokba szorított Kovács felkészül a végső összecsapásra odafenn, új hős bukkan fel a színen, és új titkok kerülnek napvilágra.                            |                                         |                  |                                   |                                    |

### 2. évad (2020)
| Sor. | Év. | Cím                                    | Rendező                    | Író                                 | Premier                             |
| --- | --- | -------------------------------------- | -------------------------- | ----------------------------------- | ----------------------------------- |
| 11. | 1.  | A rejtélyes asszony (Phantom Lady)     | Ciaran Donnelly            | Laeta Kalogridis                    | 2020. február 27. 2020. február 27. |
| Harminc évvel a Bancroft-ügy után egy matu felkutatja Kovácsot, hogy munkát és high-tech burkot ajánljon neki, plusz esélyt arra, hogy újra lássa Quellcrist Falconert.    |     |                                        |                            |                                     |                                     |
| 12. | 2.  | Halasztott fizetés (Payment Deferred)  | Ciaran Donnelly            | Sarah Nicole James                  | 2020. február 27. 2020. február 27. |
| Mikor Carrera ezredes átveszi a gyilkossági nyomozást, Kovács Axley fejvadászának keresésére indul, Poe memóriazavarai pedig súlyosbodnak.                                 |     |                                        |                            |                                     |                                     |
| 13. | 3.  | A sarlatán (Nightmare Alley)           | M. J. Bassett              | Michael R. Perry                    | 2020. február 27. 2020. február 27. |
| Kovács múltbéli szellemekkel küzd, miközben Carrera kínozza. Poe egy MI társa segítségét kéri. Trepp nyomára bukkan a férfinak, akit üldöz.                                |     |                                        |                            |                                     |                                     |
| 14. | 4.  | A gyanú árnyékában (Shadow of a Doubt) | M. J. Bassett              | Sang Kyu Kim                        | 2020. február 27. 2020. február 27. |
| Míg a bolygó Harlan napját ünnepli, Kovács szökési tervet sző, Quell összeilleszti élete darabkáit, Poe pedig nehéz helyzetbe kerül.                                       |     |                                        |                            |                                     |                                     |
| 15. | 5.  | Sikítva ébredek (I Wake up Screaming)  | Jeremy Webb                | Cortney Norris                      | 2020. február 27. 2020. február 27. |
| Carrera halálos bevetésre küldi titkos fegyverét. Kovács és Trepp kicsempészi Quellt a városból. Poe kockázatos kirándulást tesz a virtuális valóságba.                    |     |                                        |                            |                                     |                                     |
| 16. | 6.  | Temess el élve (Bury Me Dead)          | Jeremy Webb                | Adam Lash és Cori Uchida            | 2020. február 27. 2020. február 27. |
| Az Erődben Quell újra kapcsolódik a múltjához, és egy titkokkal teli földalatti kamrába vezeti a klónt. Harlan kormányzó végre kimutatja a foga fehérjét.                  |     |                                        |                            |                                     |                                     |
| 17. | 7.  | Pokoli kísérlet (Experiment Perilous)  | Salli Richardson-Whitfield | Nevin Densham                       | 2020. február 27. 2020. február 27. |
| Amikor Quell burka kezd leállni, Poe és Miss Helyszín a VR-be küldik, ahol Kovács végre megtudja az igazságot a lány gyilkos kirohanásairól.                               |     |                                        |                            |                                     |                                     |
| 18. | 8.  | Törött angyalok (Broken Angels)        | Salli Richardson-Whitfield | Alison Schapker és Elizabeth Padden | 2020. február 27. 2020. február 27. |
| Mivel az egész bolygó sorsa a tét, Kovács, Quell és a csapat versenyt fut az idővel, hogy megtalálják Konrad Harlant, és megakadályozzanak egy végzetes angyaltűzkitörést. |     |                                        |                            |                                     |                                     |

### Anime film (2020)
| #  | Cím                     | Rendező                             | Író                        | Premier                             |
| -- | ----------------------- | ----------------------------------- | -------------------------- | ----------------------------------- |
| 1. | Új burokban (Resleeved) | Nakadzsima Takeru és Okada Josijuki | Szató Dai és Kondo Cukasza | 2020. március 19. 2020. március 19. |

## Fogadtatás
A műsor többségében pozitív kritikákat kapott, a Rotten Tomatoes oldalon 65%-on áll a sorozat. A Metacritic-en 64%-ot ért el. Akadtak azonban olyan kritikák is, amelyek túl erőszakosnak tartották, illetve volt olyan is, aki a nem túl eredeti témát is kritizálta. A magyar VOX mozimagazin a Szárnyas fejvadász, a Mátrix és a Westworld keverékeként írta le a sorozatot.